# خانه حیدرزاده
خانه حیدرزاده عمارت تاریخی واقع در منطقه مقصودیه شهر تبریز است که در سمت جنوب ساختمان شهرداری تبریز قرار دارد. هیچ سند تاریخی مبنی بر زمان احداث این خانه در دست نیست اما تحقیقات نشان می‌دهند که این خانه در حدود سال ۱۸۷۰ توسط حاجی حبیب لک ساخته شده‌است. این خانه در سال ۱۳۷۸ در فهرست میراث ملی ایران با شماره ۲۵۲۴ به ثبت رسید. خانه حیدر زاده ۹۰۰ متر مساحت دارد و دارای دو طبقه می‌باشد. این خانه دو حیاط اندرونی و بیرونی دارد که به وسیلهٔ خانه از یکدیگر جدا شده‌اند.
در زیرزمین خانه حیدرزاده حوض خانه‌ای (اتاقی بزرگ با حوض فواره دار کوچکی در وسط آن) قرار دارد که به وسیلهٔ آجرها و طاق‌های رنگارنگ آراسته شده‌است. دیگر بخش‌های این خانه بواسطه سالن به یکدیگر متصل شده‌اند. این ساختمان با پنجره‌های چوبی حکاکی شده، شیشه‌های رنگارنگ، آثار آجری و نقاشی‌ها آراسته شده‌است. اتاق اصلی (شاه‌نشین) این خانه جذابترین اتاق آن است.
خانه حیدر زاده در سال ۱۳۸۰ بازسازی شد و هم‌اکنون به عنوان مرکز اطلاع‌رسانی گردشگری استان آذربایجان شرقی و تبریز استفاده می‌شود. خانه‌های تاریخی زیادی از جمله خانه سلماسی، خانه بهنام، خانه گنجه‌ای زاده و خانه قدکی در اطراف خانه حیدر زاده قرار دارند.

## نگارخانه

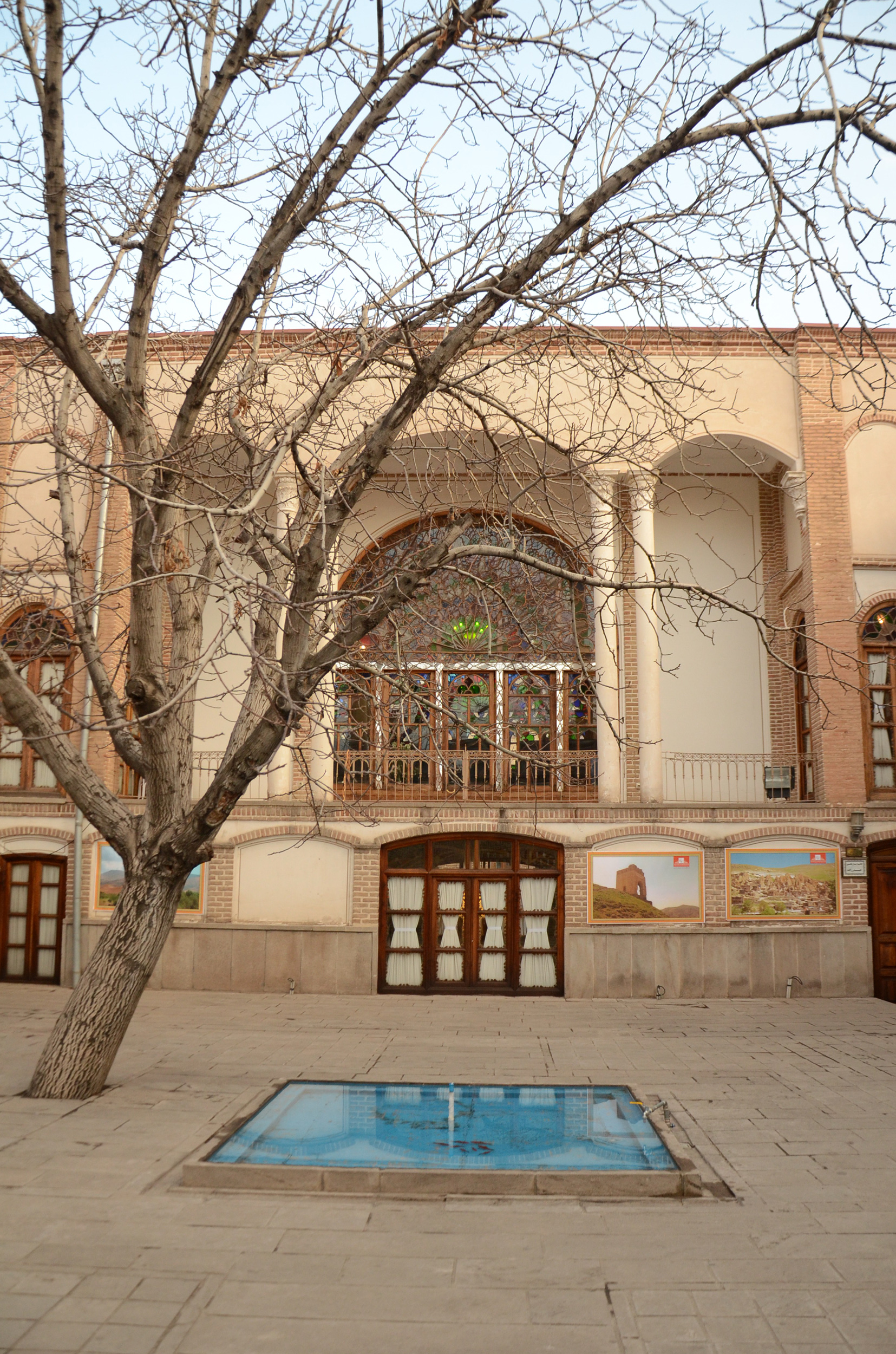
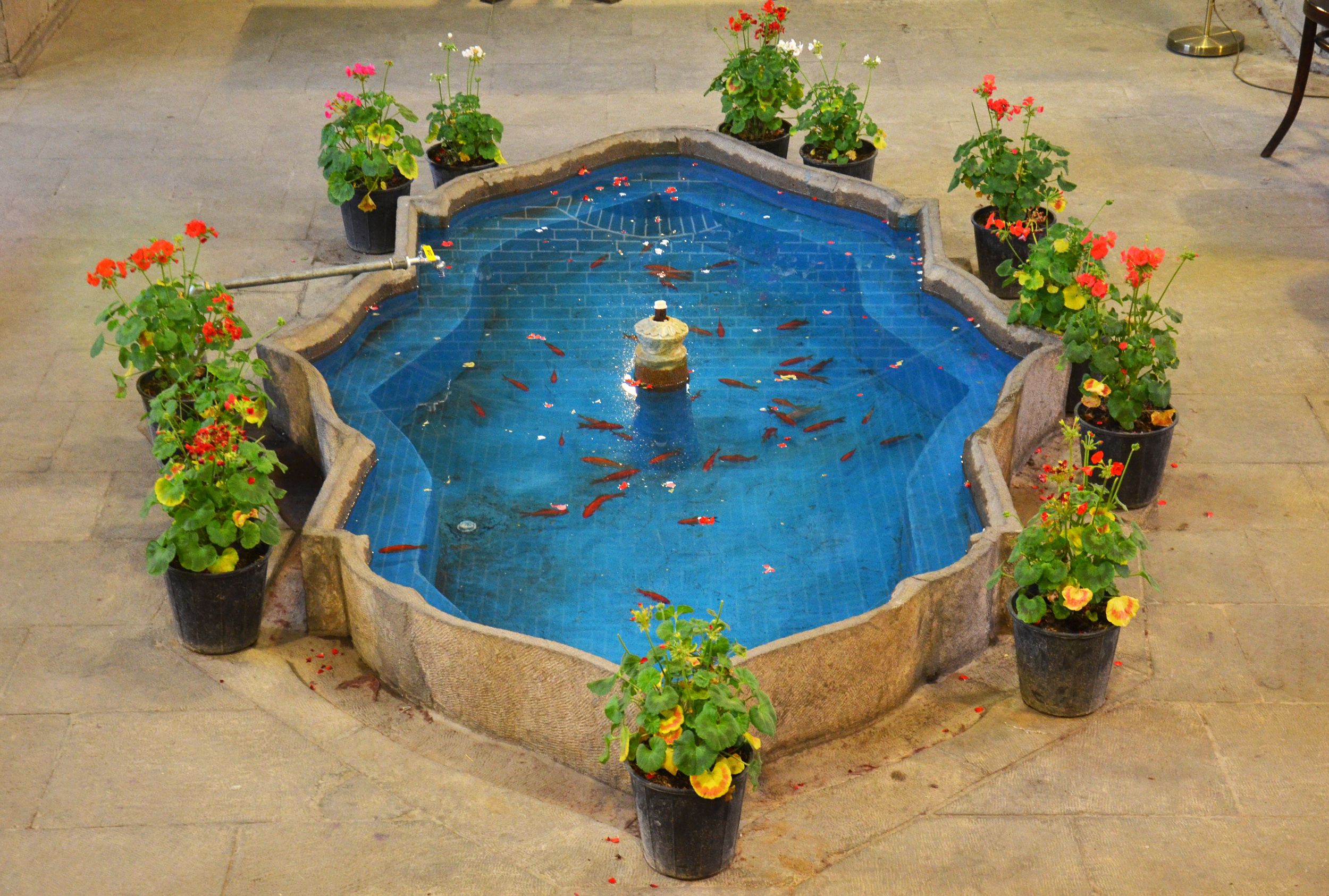
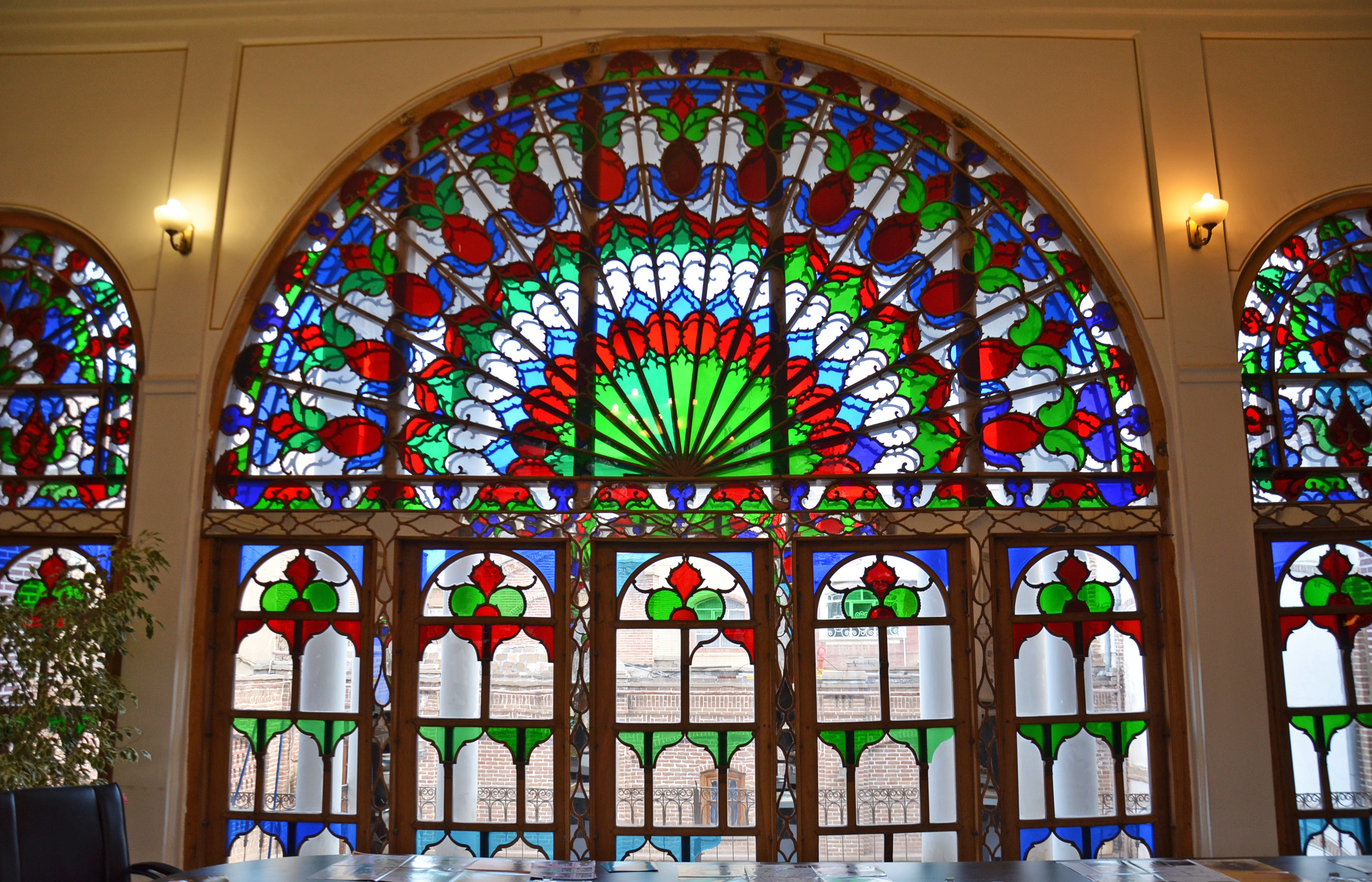
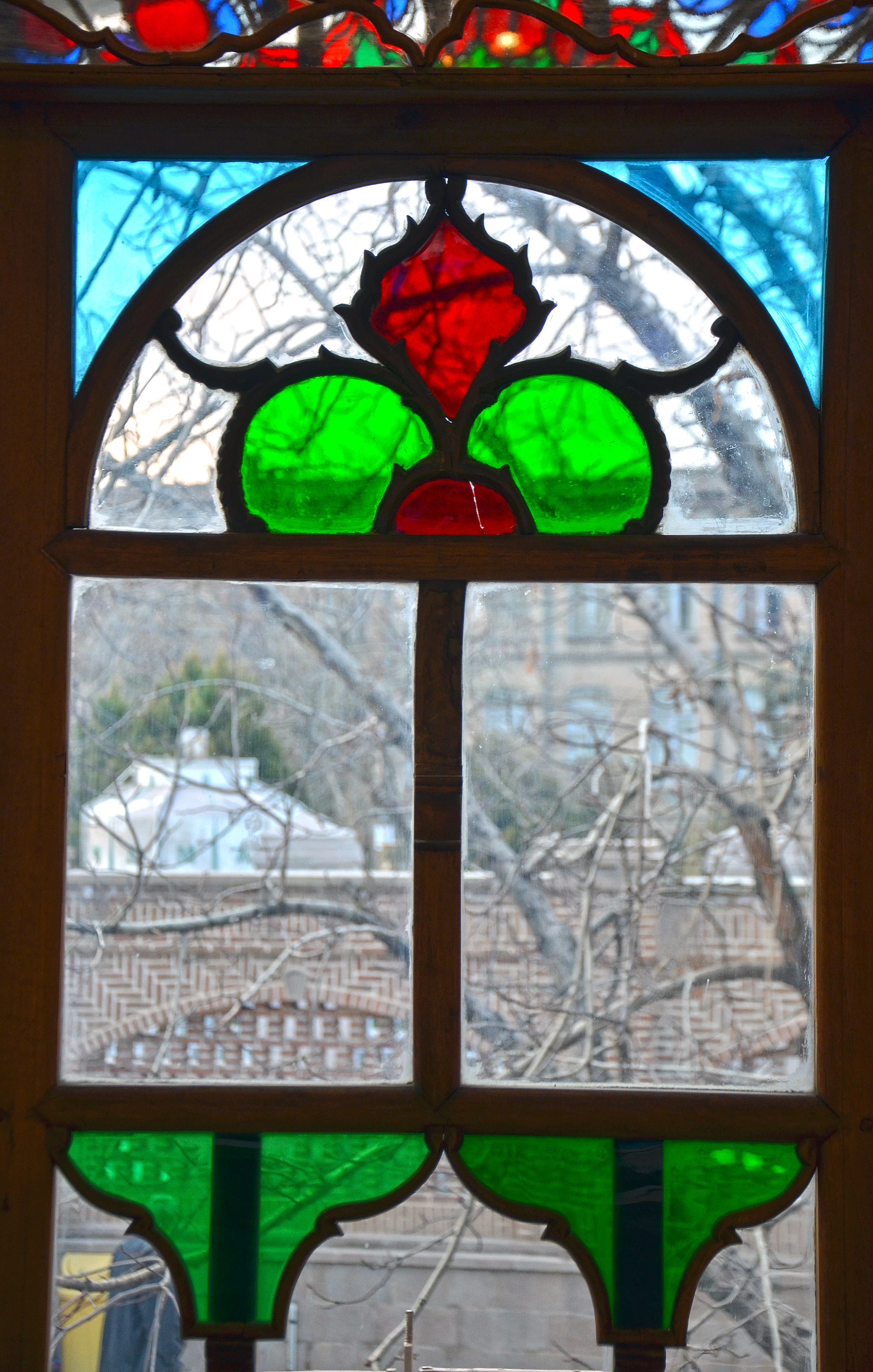